# Санта-Роза-ди-Лима (Санта-Катарина)
Санта-Роза-ди-Лима (порт. Santa Rosa de Lima)  —  муниципалитет в Бразилии, входит в штат Санта-Катарина. Составная часть мезорегиона Юг штата Санта-Катарина. Находится в составе крупной городской агломерации Агломерация Тубаран. Входит в экономико-статистический  микрорегион Тубаран. Население составляет 2089 человек на 2006 год. Занимает площадь 202,977 км². Плотность населения — 10,3 чел./км².

## История
Город основан 10 мая 1962 года.

## Статистика
- Валовой внутренний продукт на 2003 составляет 15.062.977,00 реалов (данные: Бразильский институт географии и статистики).
- Валовой внутренний продукт на душу населения на 2003 составляет 7.344,21 реалов (данные: Бразильский институт географии и статистики).
- Индекс развития человеческого потенциала на 2000 составляет 0,795 (данные: Программа развития ООН).